# Friedhof Oberweingartenweg

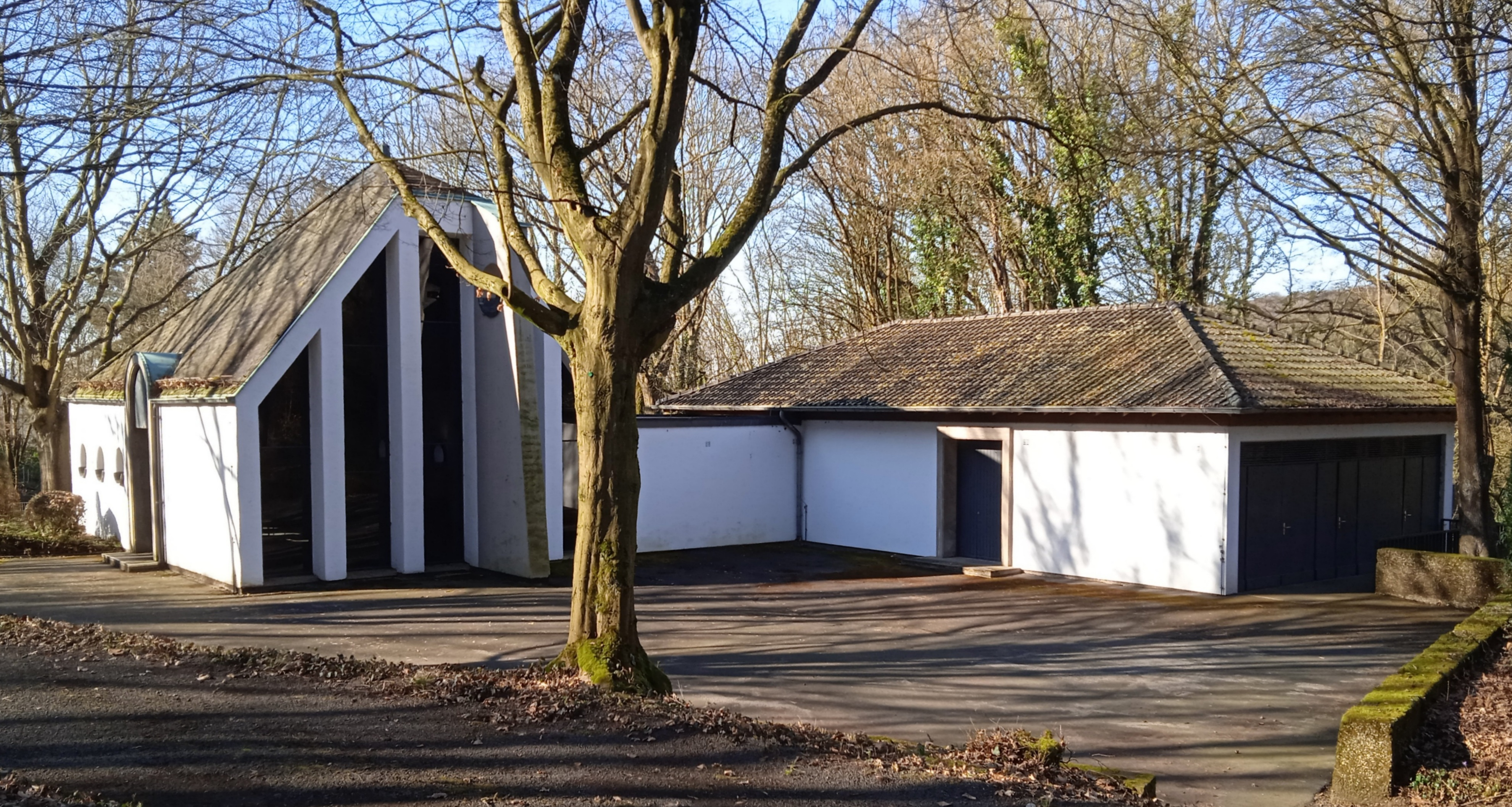
Friedhofskapelle des Friedhofs Oberweingartenweg

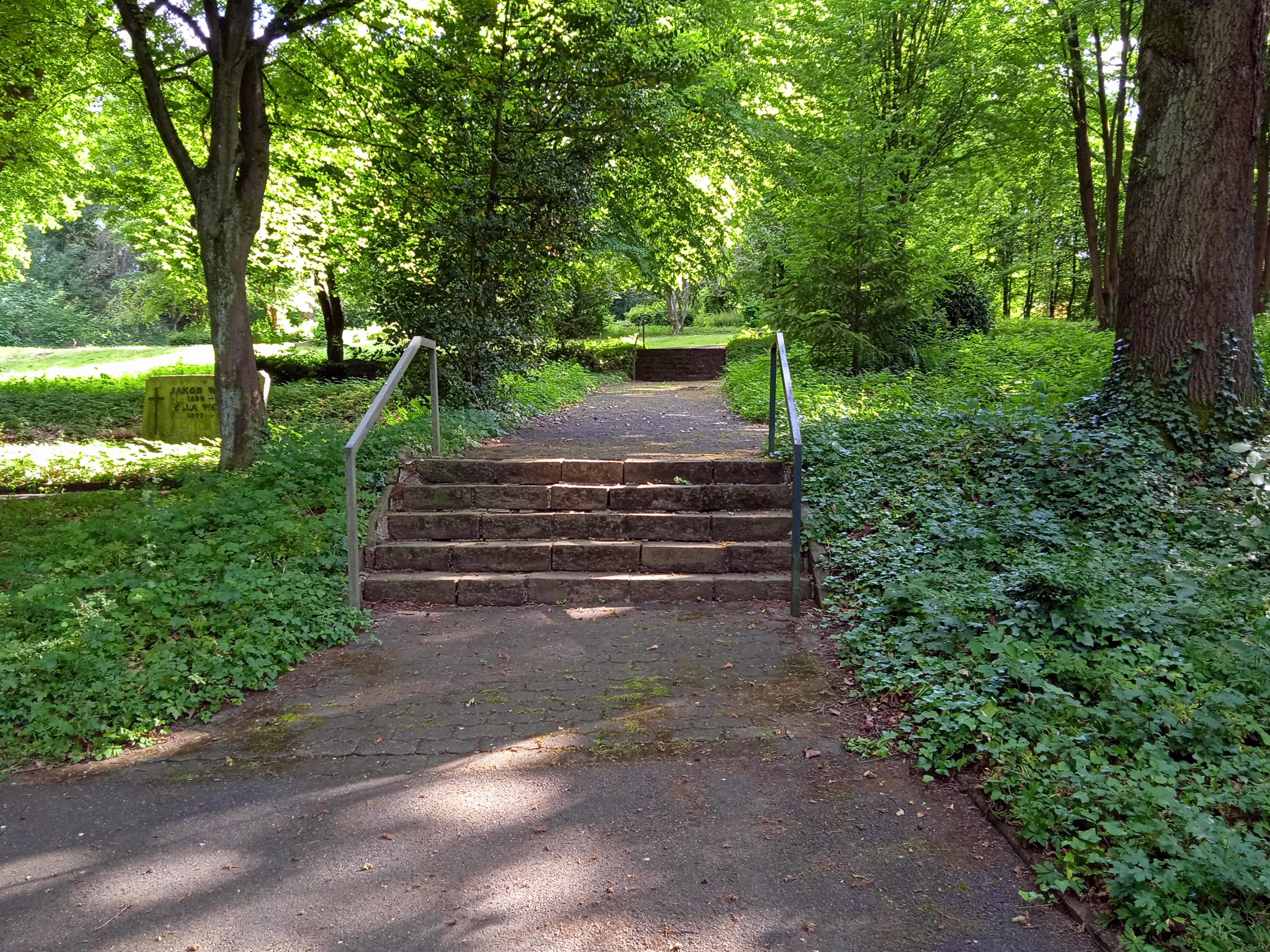
Treppen auf dem Friedhof

Der Friedhof Oberweingartenweg (auch Neuer Friedhof genannt) in Königswinter, einer Stadt im Rhein-Sieg-Kreis in Nordrhein-Westfalen, liegt am Nordhang des Drachenfels und wurde 1960/61 nach Plänen des Landschaftsarchitekten Victor Calles angelegt.

## Lage
Der Friedhof liegt außerhalb des Stadtkerns am Oberweingartenweg westlich oberhalb des Nachtigallentals auf dem sogenannten „Sauren Berg“, dem unteren Nordhang des Drachenfels, auf einer Höhe von 90 bis 110 m ü. NHN.

## Geschichte
Die Anlegung des Friedhofs geht auf einen Beschluss des Stadtrats von Königswinter im Februar 1959 zurück, aufgrund dessen die zuvor geplante Erweiterung des Alten Friedhofs entfiel. Das Grundstück war der Stadt zu diesem Zweck von den Erben Peter Mülhens geschenkt worden. Im September 1959 genehmigte der Stadtrat die Ausführung der Pläne des Kölner Landschaftsarchitekten Victor Calles. Im Frühjahr 1960 wurde das für den Friedhof vorgesehene Gelände planiert, zu Beginn des Jahres 1961 war er einschließlich der Wege und der Bepflanzung weitgehend fertiggestellt. Der Bau der Friedhofskapelle und Leichenhalle erfolgte erst nach einem Beschluss des Stadtrats im November 1961 nach Plänen der Kölner Architektengemeinschaft Calles/Wirth.
Nachdem die Nutzung des Friedhofs rückläufig war, wurde er auf Grundlage eines Entwicklungskonzepts für die Altstadtfriedhöfe zum Jahresbeginn 2011 für Neubelegungen geschlossen, sollte aber perspektivisch für alternative Bestattungsformen geöffnet bleiben. 2015 wurden auf dem Friedhof als zunächst einzigem in der Stadt Königswinter Baumbestattungen zugelassen, sodass die Anzahl der Beisetzungen auf dem Friedhof wieder deutlich angestiegen ist.

## Beigesetzte Persönlichkeiten
- Franz Josef Krings (1886–1968), Architekt und Bildhauer
- Theo Hardenberg (1908–1975), Pädagoge, Heimatforscher und Museumsleiter
- Heinz Arendt (1917–2006), Schwimmer